# Vox (fabricant)
Pour les articles homonymes, voir Vox.
Vox est un fabricant britannique d'équipement musical, notamment d'amplificateurs pour guitare.

## Histoire

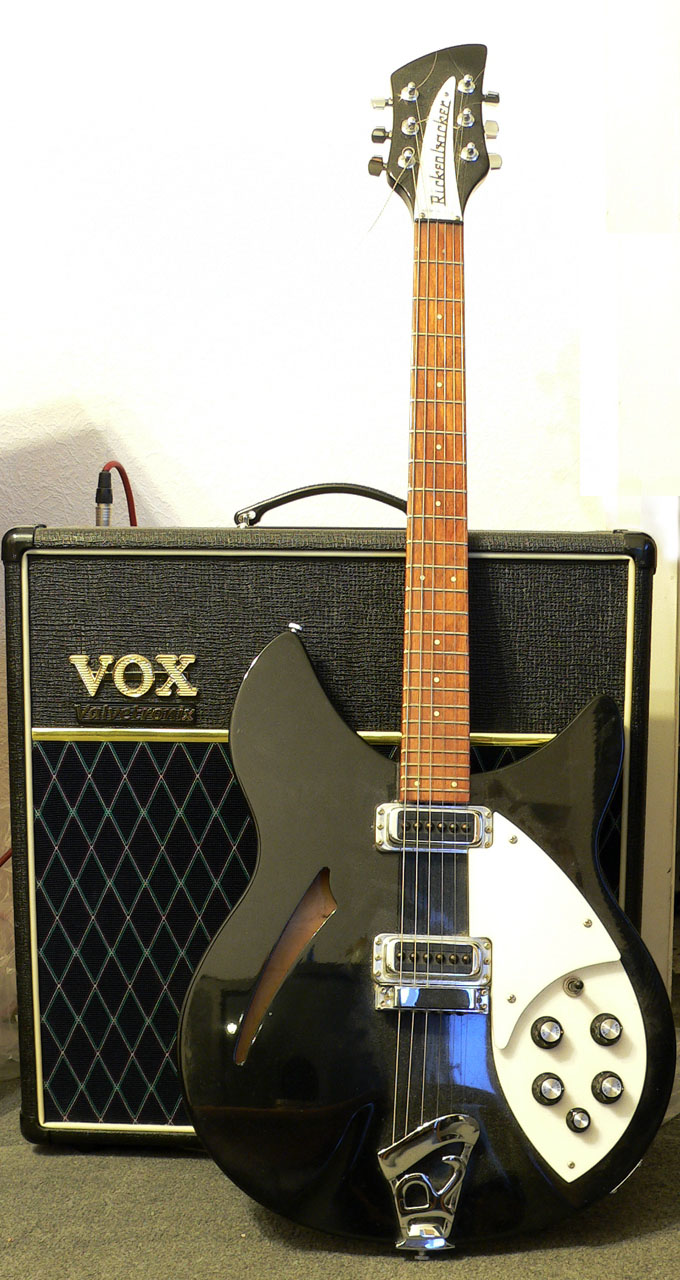
Ampli VOX Valvetronix AD60VT

La Jennings Organ Company est fondée par Tom Jennings après la Seconde Guerre mondiale. Elle fabrique l'Univox, un orgue électronique. En 1956, Jennings découvre un prototype d'ampli pour guitare, fabriqué par Dick Denney, un camarade de travail d'une usine de munition pendant la guerre. L'entreprise est renommée Jennings Musical Instruments ; en 1957 sort le Vox AC15 15-watts, adopté par The Shadows à leurs débuts et d'autres groupes de rock'n roll britanniques.
En 1959, la concurrence du puissant Fender Twin  pousse Vox à produire un nouveau modèle, le Vox AC30 30-watts, à la demande de Hank Marvin des Shadows. Muni de haut-parleurs Goodmans et du circuit électrique spécial « Top Boost », il donne naissance au son caractéristique de British Invasion et sera utilisé par exemple par les Beatles, les Who… L'AC30 sera plus tard utilisé par Brian May du groupe Queen, Paul Weller de The Jam, Rory Gallagher, The Edge de U2 ou, en France en 1962 par James Fawler, plus tard par Louis Bertignac de Téléphone entre autres.
Le succès de la marque l'incite à commercialiser des guitares, d'abord des modèles électriques de qualité modeste, fabriqués en Grande-Bretagne. Vox fait preuve dans ce domaine d'une originalité croissante dans le design des instruments. 1962 voit le lancement de la guitare à forme pentagonale Phantom. Suit une année plus tard la Phantom Mk. III en forme de goutte d'eau, prototype du modèle qu'utilisera Brian Jones des Rolling Stones. À partir de 1964, la production de guitares est progressivement délocalisée en Italie, d'abord des modèles acoustiques et semi-acoustiques fabriqués chez Crucianelli. Entre 1965 et 1968, quasiment toute la fabrication de guitares est assurée chez Eko, avec une immense variété de modèles exportés en grande majorité aux États-Unis.
La marque Vox englobe alors également des orgues électroniques, notamment le Vox Continental de 1962, et des pédales d'effets pour guitares, notamment des modèles précurseurs des wah-wah.
En 1964, Jennings vend une participation de sa compagnie au Royston Group, et cède les droits américains à Thomas Organ Company. Il quitte l'entreprise en 1967, au moment où Marshall dépasse Vox en volume de vente. Royston s'effondre en 1969, et l'entreprise change plusieurs fois de noms et de dirigeant. Les coûts sont réduits de façon radicale, les amplis légendaires deviennent des modèles d'entrée de gamme (haut-parleurs de moindre qualité, usage de circuit imprimé, etc.).

## Situation récente
Vox Amplification Ltd a été racheté par Korg en 1992, qui a depuis lancé la meilleure version de l'AC30 depuis bien des années, ainsi qu'une nouvelle gamme d'amplis numériques. La production a été délocalisée dans les pays asiatiques : par exemple le modèle phare de la marque, l'AC30, est produit depuis 2005 en Chine, dans une version légèrement remaniée (l'ampli possède maintenant un bouton de volume master).
Récemment, Vox s'est positionné comme un leader sur le marché de l'amplification à modélisation hybride transistor/lampe grâce à sa technologie Valvetronix, qui combine une lampe de préamplification 12AX7 (dans l'étage d'amplification) avec des agencements logiciels de modélisation de qualité.
Vox produit également des pédales d'effet pour guitare comme la Vox Satchurator depuis 2008 qui a remporté un MIPA dans sa catégorie
Les dernières gammes d'amplis ont été récompensées par plusieurs prix et saluée pour son rapport qualité/prix et ses performances :
- la série AD (15VT / 30VT / 50VT) ;
- la série night train (NT2H / NT15H / NT50H) ayant remportant un MIPA dans la catégorie « tête d'ampli » en 2009[1].